# Южный Пашняк

Южный Пашняк — река в России, протекает в Верхнекамском и Нагорском районах Кировской области. Устье реки находится в 29 км по левому берегу реки Пашняк. Длина реки составляет 10 км.
Исток реки на холмах Северных Увалов в 15 км к юго-западу от посёлка Боровой. Река течёт на север по ненаселённому лесному массиву, почти на всём протяжении реки по ней проходит граница Верхнекамского и Нагорского районов. Впадает в Пашняк близ границы с Республикой Коми в 9 км к юго-западу от посёлка Боровой.

## Данные водного реестра
По данным государственного водного реестра России относится к Камскому бассейновому округу, водохозяйственный участок реки — Вятка от истока до города Киров, без реки Чепца, речной подбассейн реки — Вятка. Речной бассейн реки — Кама.
По данным геоинформационной системы водохозяйственного районирования территории РФ, подготовленной Федеральным агентством водных ресурсов:
- Код водного объекта в государственном водном реестре — 10010300212111100030825
- Код по гидрологической изученности (ГИ) — 111103082
- Код бассейна — 10.01.03.002
- Номер тома по ГИ — 11
- Выпуск по ГИ — 1